# Nicopsitta
A Nicopsitta a madarak osztályának papagájalakúak (Psittaciformes) rendjébe, a szakállaspapagáj-félék (Psittaculidae) családjába és a szakállaspapagáj-formák (Psittaculinae) alcsaládjába tartozó nem. Egyes források az átsorolást még nem fogadták el, és a Psittacula nembe sorolják ezeket a fajokat.

## Rendszerezésük
A nemet Edward Blyth angol zoológus írta le 1849-ben, az alábbi fajok tartoznak ide:
- Ceyloni papagáj (Nicopsitta calthrapae)
- Malabár papagáj (Nicopsitta columboides)

## Forrás
- Hivatalos magyar neve